# Craibia dubia
Craibia dubia là một loài thực vật có hoa trong họ Đậu. Loài này được (De Wild.) De Wild. miêu tả khoa học đầu tiên năm 1920.